# Babyrousa babyrussa
El babirusa (Babyrousa babyrussa) es una especie de mamífero artiodáctilo de la familia Suidae. Es un extraño cerdo nativo de las islas Célebes, en el centro de Indonesia. Su nombre proviene del malayo båbí  rûsa, que significa "puerco ciervo". Este apelativo se debe a que en el babirusa, los colmillos superiores se curvan hacia arriba de forma tan cerrada que acaban perforando la carne del babirusa 
y asemejándose a un par de cuernos; a veces incluso llegan a tocar con el extremo la frente del animal. Se encuentra vulnerable de extinción desde hace ya algunas décadas y fue incluido en el convenio CITES en 1975.

## Descripción
Se trata de un suido de tamaño pequeño, con hasta 80 centímetros de altura en los hombros y un metro de longitud. El peso ronda los 100 kilos. El pelo es escaso, disperso por la piel gruesa y arrugada (especialmente en cara y cuello) que recubre al animal. El morro es proporcionalmente más largo que en otros cerdos salvajes, y las patas anteriores y posteriores tienen una longitud similar. Los babirusas son más activos por la mañana, que dedican a patrullar la selva en busca de frutos y pequeños invertebrados, sobre todo gusanos.

## Distribución y hábitat
Los babirusas son uno de los dos ungulados nativos de las Islas Célebes, junto con el búfalo enano o anoa. Las Célebes están al este de la línea de Wallace, por lo que los animales son endemismos que cruzaron el mar de forma accidental en el pasado. Suele decirse que la fauna de esta zona es una transición entre la típica del sureste asiático y la de Australia. En las islas sólo hay algunos cocodrilos que puedan ejercer de depredadores del babirusa.
Las zonas por las que se mueven suelen estar cerca del agua, pues gustan mucho de bañarse y pasan varias horas al día semisumergidos en ríos y lagos. Estos animales viven en grupos pequeños compuestos de hembras, sus crías y un macho dominante. Aun así, interactúan con otros grupos cuando se juntan en puntos como los depósitos de arcilla que los babirusas consumen.
No obstante, la destrucción del bosque tropical y la presión humana han llevado esta especie al borde de la extinción. La carne de babirusa, a pesar de que no es consumida por los musulmanes, se considera un plato selecto en los restaurantes del archipiélago, y por ello ha sido cazado de forma muy activa. Se estima que quedan unos 4000 ejemplares entre animales salvajes y en cautividad, donde se muestran especialmente mansos.

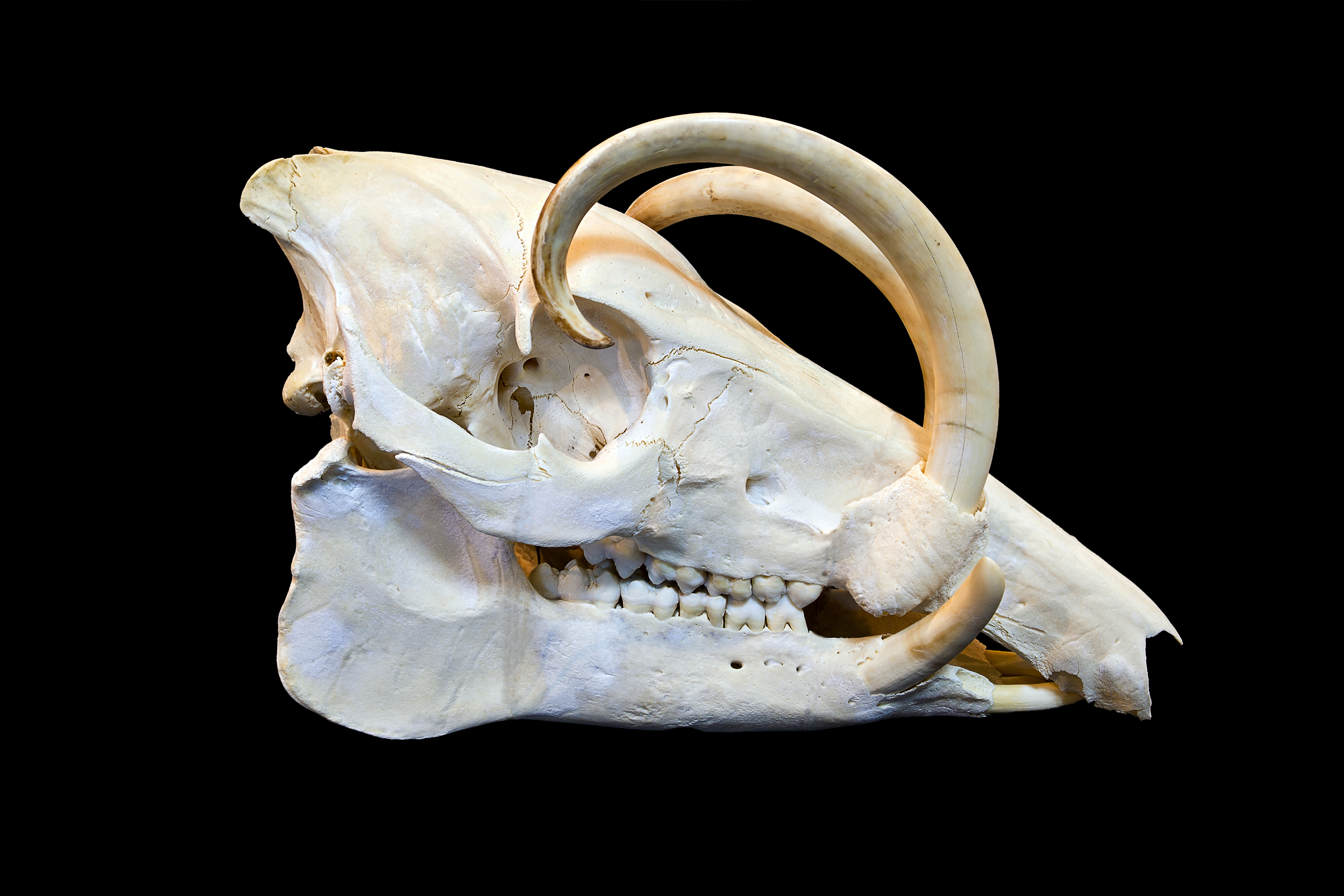
Cráneo

## Taxonomía
Hay expertos que consideran que esta especie debe ser dividida en dos: Babyrousa babyrussa
y Babyrousa celebensis (Deninger, 1909).